# 金馬素-百老匯站
商業－百老匯站（英語：Commercial–Broadway Station）是加拿大卑詩省溫哥華一座架空列車車站，為運輸聯線收費架構中一號收費區的其中一個車站。此站坐落溫哥華東區百老匯東街與金馬素街交界處，為博覽線和千禧線的換乘站，並是通往卑詩大學的主要巴士線（亦即大溫哥華地區最繁忙的巴士線）99號線的東端總站。此站因此成為市内的主要公共交通樞紐之一，並是整個架空列車系統中上落客流量最多的車站。

## 歷史
此站是由博覽線百老匯站（Broadway Station）和千禧線金馬素站（Commercial Drive Station）兩個固有車站合併而成：百老匯站於1985年12月11日聯同博覽線一起開幕，而金馬素站則於2002年8月31日開幕。金馬素站開幕後曾是千禧線的臨時總站，直至該線於2006年西延至溫哥華社區學院－克拉克站為止。
位於百老匯西街夾甘比街的百老匯－市政廳站於2009年聯同加拿大線一起開幕；為了避免乘客將該站與百老匯東街夾金馬素街的百老匯站混淆，運輸聯線於同年9月7日將百老匯站和金馬素站合併成金馬素－百老匯站。金馬素站成為此站的1號和2號月台，而百老匯站則成為3號和4號月台。
有見此站的人流為眾架空列車車站之冠，運輸聯線從2008年起在此站進行改善工程。第一期工程包括在車站南面增設東10街入口，於2009年完成。第二期工程則包括在博覽線3號月台以東增設多一個側式月台（即5號月台），並新建一條橫跨百老匯街連接5號月台和千禧線月台的行人天橋，以迎合千禧線長青延線通車後為此站帶來的額外換乘客流。當局亦於東10街入口增設一座單車停泊場，可容納42部單車。運輸聯線於2013年展開第二期工程的設計工序，5號月台和新建行人天橋等設施則於2019年2月2日對外開放。前往濱海站的博覽線列車自此在此站同時開啟左右兩側的車門，乘客可使用3號或5號月台上落車。

## 車站設計

### 樓層
| T | 側式月台   | 側式月台                                                         |
| T | 5號月台    | 博覽線往濱海站（緬街－科學世界站）                               |
| T | 3號月台    | 博覽線往濱海站（緬街－科學世界站）                               |
| T | 島式月台   |                                                                  |
| T | 4號月台    | 博覽線往喬治國王站和生產路－大學站（納奈莫站）                   |
| S | 地面（北） | 金馬素街出入口、百老匯街（北）出入口、自動售票機、驗票閘門、商店 |
| S | 地面（南） | 百老匯街（南）出入口、第10街出入口、自動售票機、驗票閘門         |
| T | 1號月台    | 千禧線往溫哥華社區學院－克拉克站（總站）                         |
| T | 島式月台   |                                                                  |
| T | 2號月台    | 千禧線往拉法基湖－道格拉斯站（蘭菲站）                           |
| X |            | 限制進入範圍                                                     |

### 出入口
商業－百老匯站設有三個出入口：
- 金馬素街與百老匯街（北）出入口坐落金馬素街與百老匯街交界的東北角，於2002年聯同千禧線月台一起啓用；
- 百老匯街（南）出入口坐落該交界的東南角，於1985年聯同博覽線月台一起啓用；
- 第10街出入口坐落金馬素街與第10街交界的東北角，於2009年啓用。

## 接駁交通
下列巴士線駛經商業－百老匯站站：
| 巴士站編號                     | 服務路線                                                                      |
| ------------------------------ | ----------------------------------------------------------------------------- |
| 1                              | 9號巴士，往界限街方向 99號巴士，往界限街方向 N9號深宵巴士，往高貴林中央站方向 |
| 2                              | 20號巴士，往域多利街方向 N20號深宵巴士，途經域多利街往海旁大道站方向          |
| 3                              | 20號巴士，往溫哥華市中心方向 N20號深宵巴士，往溫哥華市中心方向                |
| 4                              | 9號巴士，往亞馬街方向 N9號深宵巴士，往溫哥華市中心方向                        |
| 5                              | 99號巴士，往卑詩大學方向                                                      |
| 金馬素街夾北加蘭圍公路（北行） | 只供落客：9號巴士、99號巴士                                                   |

## 外部連結
- 维基共享资源上的相關多媒體資源：金馬素－百老匯站